# Pogonus chalceus
Pogonus chalceus är en skalbaggsart som först beskrevs av Thomas Marsham 1802.  Pogonus chalceus ingår i släktet Pogonus, och familjen jordlöpare. Arten har ej påträffats i Sverige.

## Bildgalleri

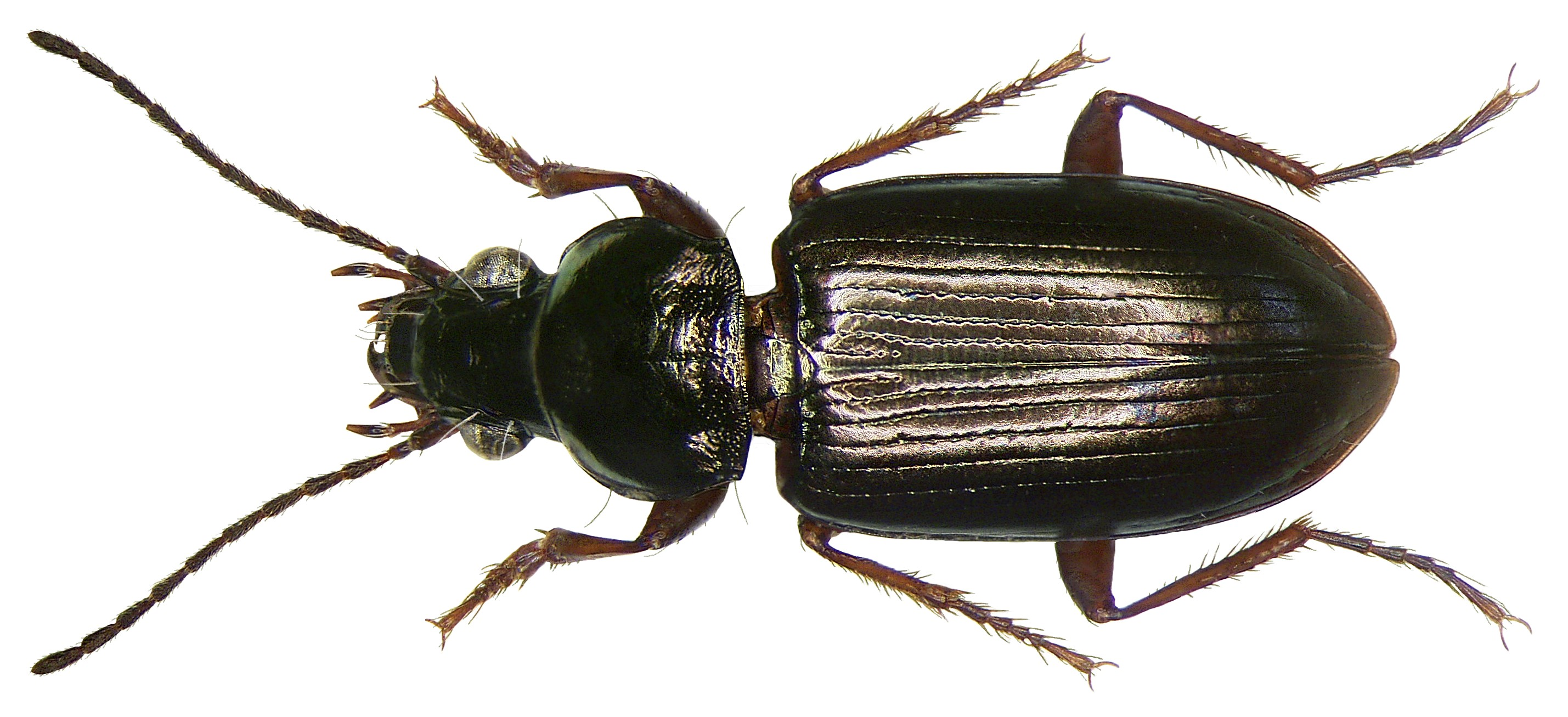
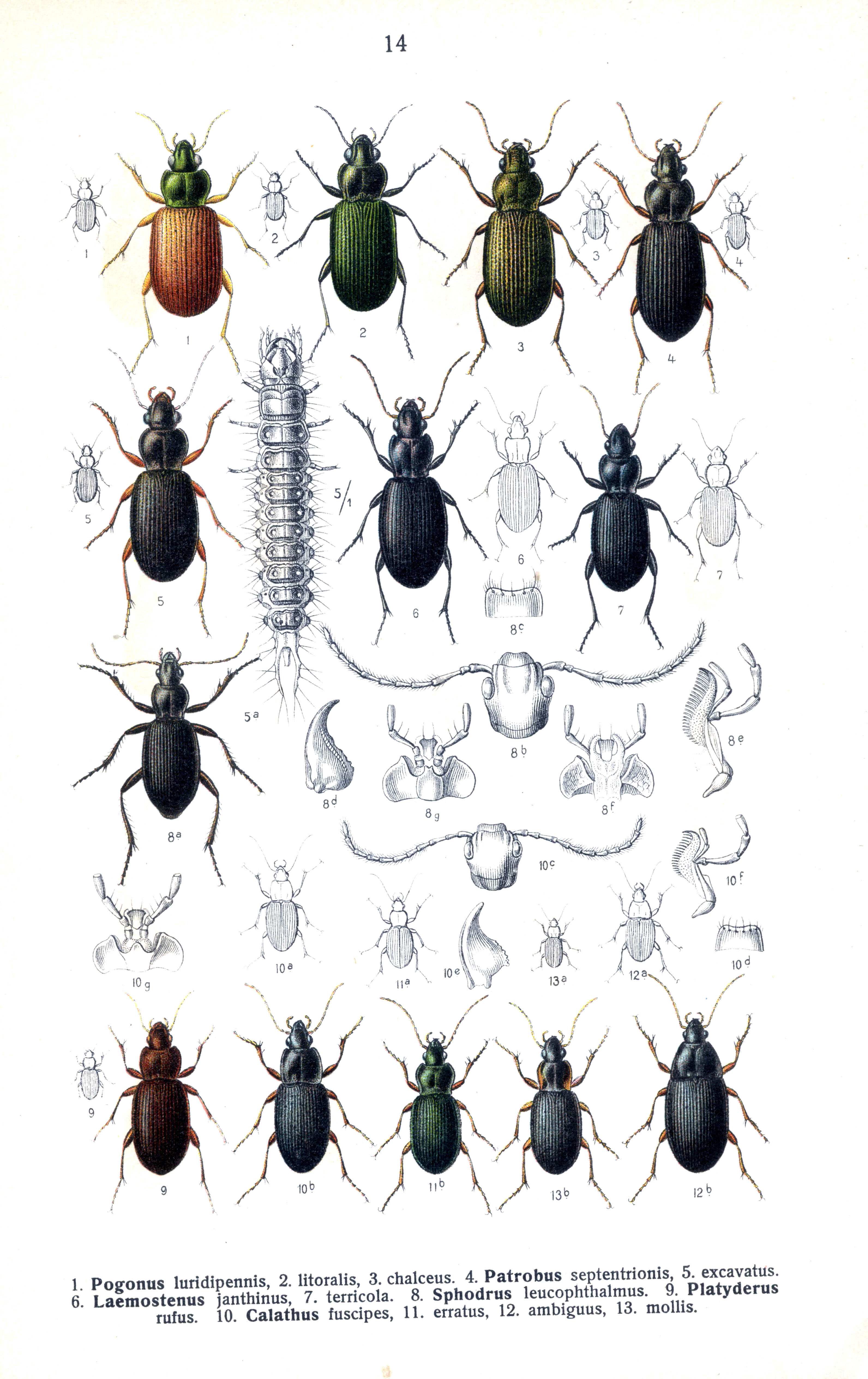